# 逢甲商圈氣爆事故
2017年7月18日中午，臺中市逢甲商圈西安街心齋橋咖哩名物餐廳發生瓦斯氣爆事故，波及週遭9間店面，造成3死13傷，傷者中3人為店員、6人為逢甲大學學生、二樓一位出租套房住戶當場死亡、瓦斯行老闆及餐廳老闆均於八月初因大面積燒傷導致多重器官衰竭過世。

## 事件經過
2017年7月18日上午11:38，54歲的上釗順瓦斯公司兼職員工林坤榮於心齋橋餐廳更換瓦斯鋼瓶，在搬空桶時不慎踢落其中兩支鋼瓶滾落地下室，瓦斯瓶的壓力調節閥、橡膠軟管因此斷落進而引發瓦斯外洩，30秒後將這兩支鋼瓶搬出後，並通報給老闆張晏銓並訊問處理事宜後，將餐廳廚房內的小電風扇拿到地下室運轉，隨後再補上3瓶全新瓦斯鋼瓶。中午12:15，張晏銓駕自用小貨車攜帶工業用電風扇及延長線處理，6分鐘後，張晏銓與餐廳老闆吳豪邦入內察看情況，因電風扇運轉過程產生火花而引發第一次氣爆造成火災，其中一支瓦斯鋼瓶在大火中發生沸騰液體膨脹蒸氣爆炸（BLEVE），造成更大的火勢。人在外面林坤榮與當時經過的逢甲大學財金系女學生許菀芸、蔡依璇、陳沛辰與曾珈琳也遭到波及。許菀芸當場昏倒，被路人抬到安全地點。曾珈琳玻璃碎片刺中鎖骨，差一點就命中動脈。陳沛辰雙手肌腱斷裂。蔡依璇因為位處汽車旁邊，受汽車的掩護只受輕傷。
當時A3室租屋處的19歲插畫家陳冠伶，因火災時躲進浴室，逃生無門而被濃煙嗆死，被發現時已成焦屍。
8月2日上午05:08，張晏銓因敗血症引發多重器官衰竭，宣告急救無效。
8月4日中午12:30，吳豪邦因大面積燒傷導致多重器官衰竭，急救後於下午1:00宣告不治。

## 後續
2017年8月16日，心齋橋餐廳商業登記資料中的營業現況改為"歇業"
2018年3月，氣爆現場已修復完畢。5月1日，台中地檢署以業務過失致死罪起訴林坤榮。12月20日，台中地院以業務過失致死罪判處林坤榮2年10個月。民事部分則是與釗順瓦斯行連帶賠償831萬。
2019年6月20日，不受氣爆事件影響，逢甲大學財金系4名女學生如期順利畢業，許菀芸在畢業典禮中擔任系上致詞代表，蔡依璇畢業後赴美攻讀碩士。

## 相關事故
- 2011年9月14日逢甲商圈旗艦專區火災事故[10]